# Salka addonica
Salka addonica är en insektsart som beskrevs av Fernando Chiang och Knight 1990. Salka addonica ingår i släktet Salka och familjen dvärgstritar.
Artens utbredningsområde är Taiwan. Inga underarter finns listade i Catalogue of Life.